# Roman Andrzejewski (Bischof)

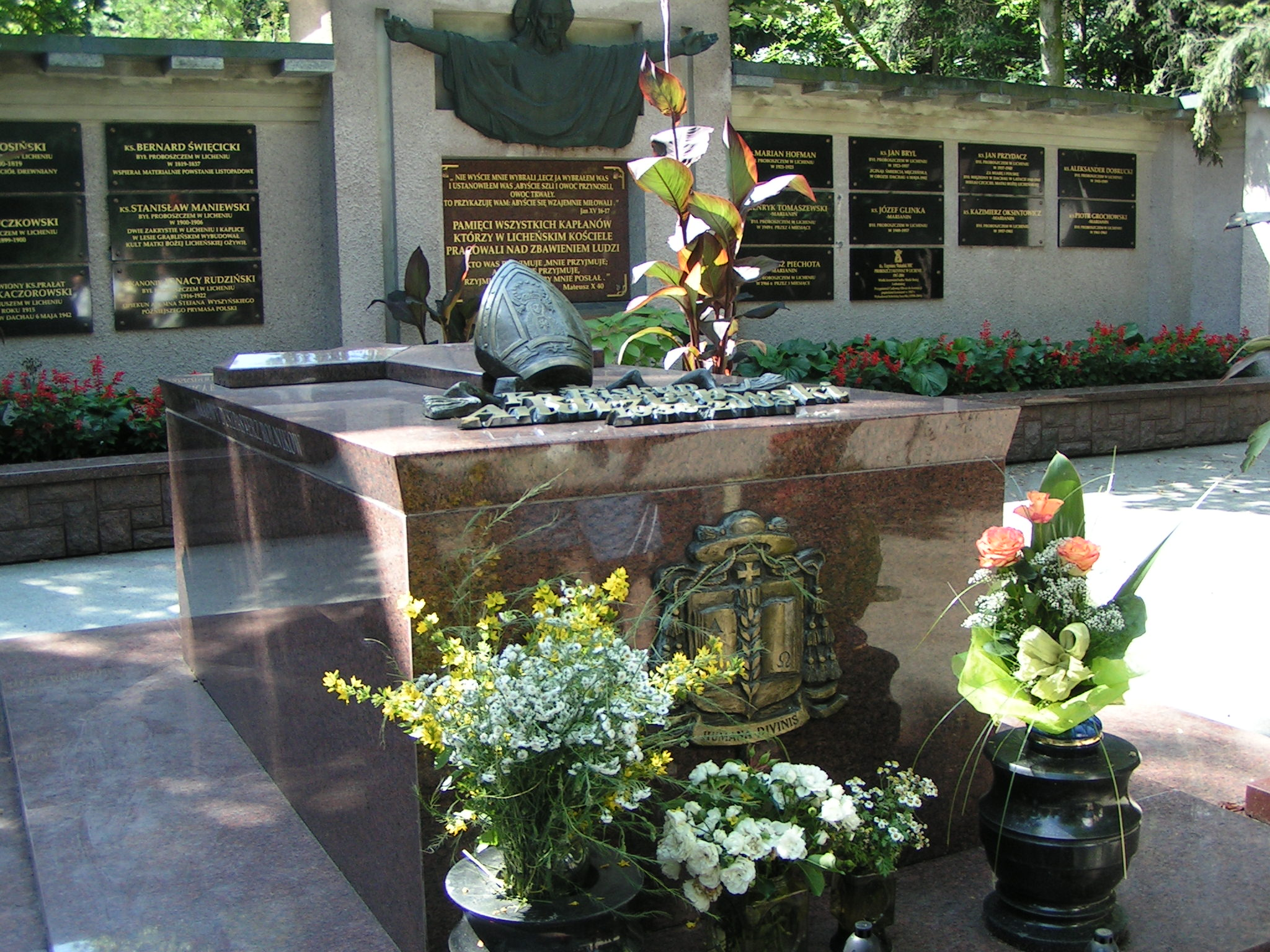
Grab

Roman Andrzejewski (* 30. Dezember 1938 in Morzyczyn; † 7. Juli 2003 in Klusek) war römisch-katholischer Weihbischof in Włocławek.

## Leben
Der Weihbischof in Włocławek, Franciszek Salezy Korszyński, weihte ihn am 21. Mai 1961 zum Priester. Papst Johannes Paul II. ernannte ihn am 12. November 1981 zum Weihbischof in Włocławek und Titularbischof von Tullia. Als Wahlspruch wählte er Humana Divinis.
Der Bischof von Włocławek, Jan Zaręba, weihte ihn am 20. Dezember desselben Jahres zum Bischof; Mitkonsekratoren waren Czesław Lewandowski, Weihbischof in Włocławek, und Tadeusz Józef Zawistowski, Weihbischof in Łomża.